# Tunupa

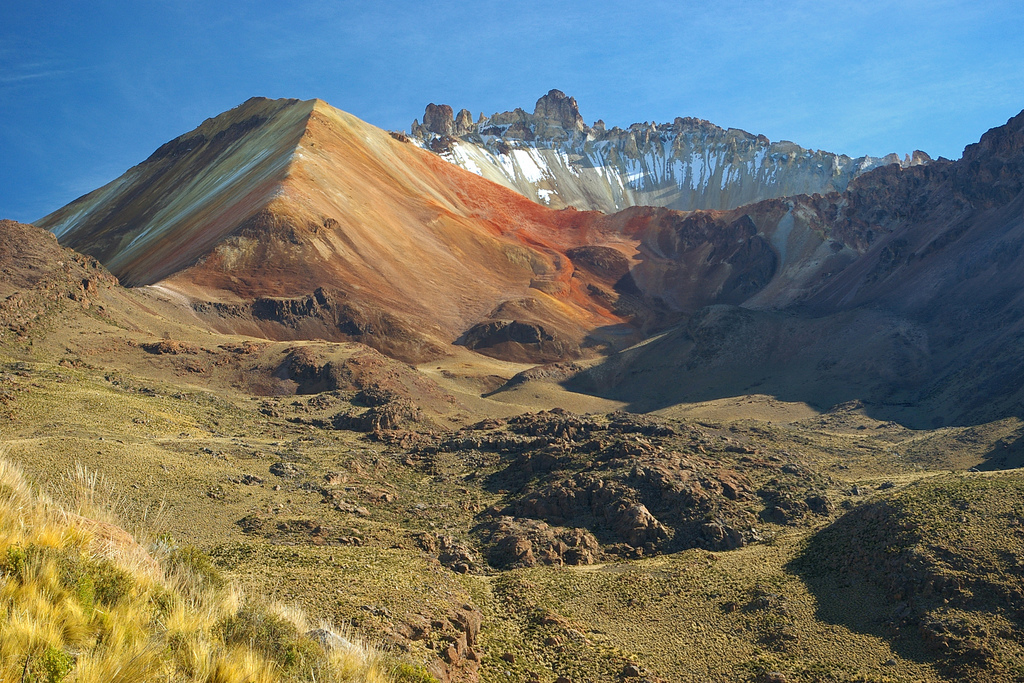

O vulcão Tunupa localiza-se ao norte do Salar de Uyuni, na divisa entre os departamentos de Oruro e Potosí, ambos na Bolívia. Seu nome tem origem no deus andino Tunupa, mestre dos raios e erupções vulcânicas.
Em seu topo, a formação geológica alcança os 5432 metros de altitude em relação ao nível do mar e faz parte da Cordilheira dos Andes. É o 11º ponto mais alto do país.
A região conta com vegetação pouco diversificada, majoritariamente composta por plantas espinhosas. No passado contou com a presença de pumas, que hoje parecem ter deixado o local por conta da intensidade do turismo.